# Ola Hudson
Pour les articles homonymes, voir Hudson.
Ola Hudson (née Ola Oliver le 12 octobre 1946 à Los Angeles et morte le 5 juin 2009 à Santa Monica) est une créatrice de mode et costumière afro-américaine. Elle a conçu des costumes pour plusieurs musiciens célèbres : les Pointer Sisters, Diana Ross, Janet Jackson, David Bowie, John Lennon ou encore Ringo Starr. Certaines de ses créations font partie de la collection permanente du Metropolitan Museum of Modern Art (MoMA).

## Biographie
Ola Oliver naît à Los Angeles en Californie le 12 octobre 1946,. Elle étudie la danse moderne, à l'école fondée par Lester Horton, puis avec les danseuses Bella Lewitzsky et Linda Gold. Elle complète sa formation à l'Institut de Danse de Paris, au Loft en Suisse et à la Max Rivers School de Londres.
À Londres, elle rencontre et épouse Anthony Hudson, un designer graphique anglais actif dans le milieu du rock. Leur fils Saul Hudson sera plus connu sous son nom d'artiste de Slash, guitariste des Guns N' Roses,. 
Son travail à Hollywood conduit Ola Hudson à déménager à Los Angeles. En 1972, elle donne naissance à un autre fils, Albion Hudson (qui adoptera le surnom de Ash). Le reste de la famille la rejoint à Los Angeles vers 1975,.
Au milieu des années 1970 elle travaille sur les costumes de David Bowie. Ils deviennent amants pendant quelque temps au printemps 1975,, peut-être trois ans.
Elle meurt le 5 juin 2009 d'un cancer des poumons.

## Carrière
Ola Hudson, au sein de sa société Ola Hudson Enterprises, Inc. a créé des collections spéciales pour Arpeja, Henri Bendel, Right Bank Clothing et Neiman Marcus à Beverly Hills, Maxfield Blu de Los Angeles. Son stylisme était volontairement minimaliste :  « revenons aux fondamentaux », disait-elle (« it's getting right down to basics »).

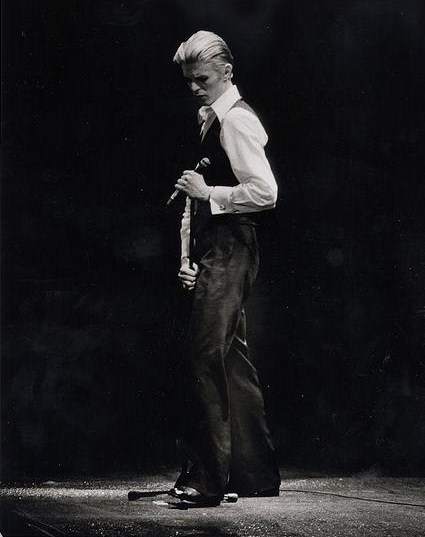
David Bowie dans son costume de Thin White Duke en 1976.

Pour David Bowie, Ola Hudson a conçu des vêtements pour le film The Man Who Fell to Earth et pour l'album et la tournée Station to Station. Elle est l'autrice de son costume du Thin White Duke (pantalon noir, gilet) en 1976. Certains des vêtements qu'elle a imaginés pour Bowie font désormais partie de la collection permanente du Metropolitan Museum of Modern Art (MoMA).
Elle est aussi la créatrice des tenues rétro, typiques des années 1940, que portaient les Pointer Sisters,, et de vêtements pour la danseuse Linda Gold.
Elle a également habillé Diana Ross et Janet Jackson.
Ses œuvres ont été présentées lors d'un spectacle de 1974, Los Angeles Space-Age Designs: Past-Present-Future.